# Talismán (álbum)
Talismán es el segundo de álbum de estudio solista de Skay Beilinson, exmiembro de Patricio Rey y sus Redonditos de Ricota, que fue lanzado el 25 de octubre de 2004.

## Estilo
El sonido se diferencia un poco de su antecesor, dirigiéndose a un sonido más duro que se concretó con su siguiente disco. Las letras se centran más en hechos místicos, aunque esto ya había ocurrido en canciones del anterior álbum de estudio.

## Lista de canciones
Todos las canciones fueron compuestas por Skay Beilinson, excepto «Bogart blues», con letra de Claudio Kleiman y música de Skay Beilinson.
1. «El golem de Paternal» (3:58)
2. «Flores secas» (3:52)
3. «¿Dónde estás?» (4:20)
4. «Dragones» (2:53)
5. «Abalorios» (4:03)
6. «Bye bye» (3:27)
7. «El gourmet del infierno» (3:20)
8. «Lluvia sobre Bagdad» (4:10)
9. «La ley del embudo» (2:55)
10. «Paria» (3:56)
11. «Presagio» (5:55)
12. «Boggart blues» (2:25)

## Integrantes
- Guitarra y voz: Skay Beilinson.
- Guitarra: Oscar Reyna.
- Bajo: Claudio Quartero.
- Batería: Daniel Colombres.
- Teclados: Javier Lecumberry.
- Voz lírica en "Presagio": Eva Faludi.